# Terreiro (Calheta de Nesquim)
O Terreiro é uma localidade portuguesa da freguesia da Calheta de Nesquim, concelho das Lajes do Pico, ilha do Pico, arquipélago dos Açores. 
Esta localidade encontra-se próximo ao povoado da Feteira e da elevação denominada Cabeço do Silvado.